# Берестейская (остановочный пункт)
Берестейская — пассажирский остановочный пункт Киевского железнодорожного узла Юго-Западной железной дороги. Размещается между станцией Святошино и остановочным пунктом Сырец на Северном кольце — обходной железнодорожный линии, соединяющей станции Святошино и Дарница через станцию Почайна.
Расположен в парке «Нивки» поблизости улиц Уссурийской и Георгия Дудника неподалёку от станции метро «Берестейская».

## История
Открыт во второй половине 1910-х годов, отмечен на карте Юго-Западной железной дороги 1919 года под названием пост Рубежовский, в начале 1930-х годов — разъезд Рубежовский. В 1940-х годах — Рубежовка.
Название происходит от Рубежовской колонии, существовавшей неподалёку в конце XIX — в начале XX столетия.  Электрифицирован вместе с линией в 1968 году. Расположен в кривой железнодорожной линии.
Адрес платформы: Украина, Киев, Проспект Победы, 82-д.

## Изображения

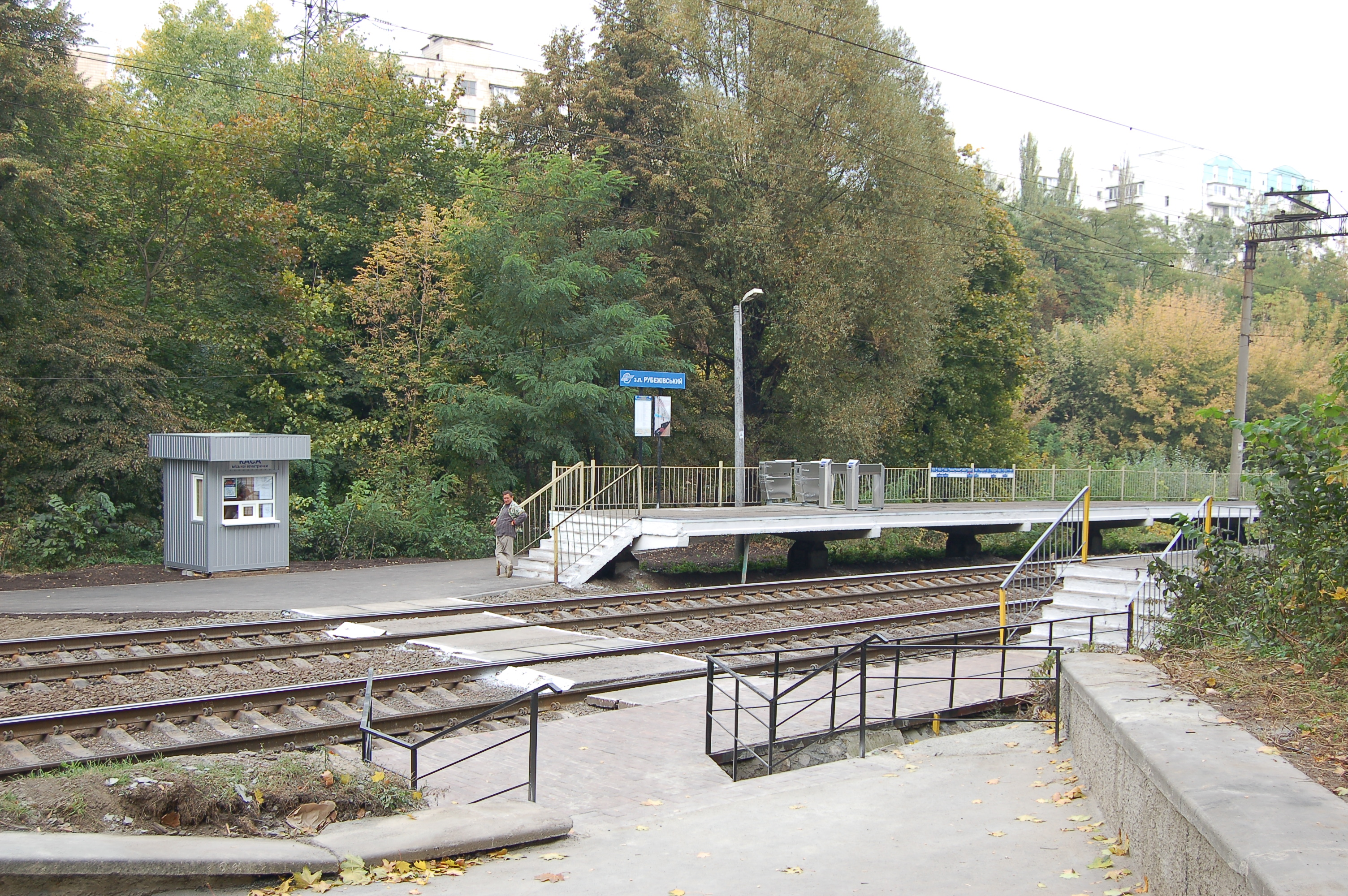
Переход между платформами и касса городской электрички
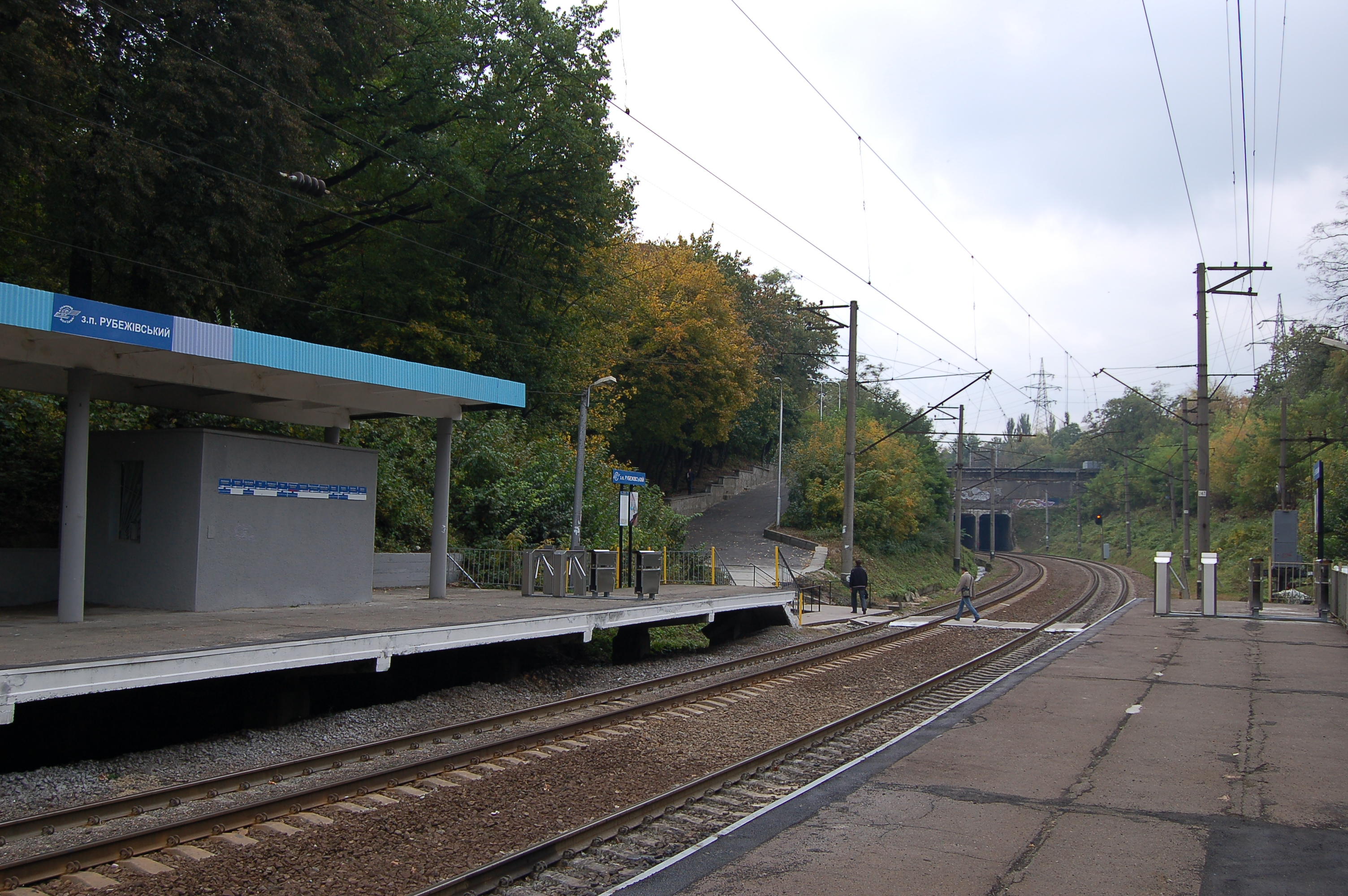
Вид в сторону проспекта Победы
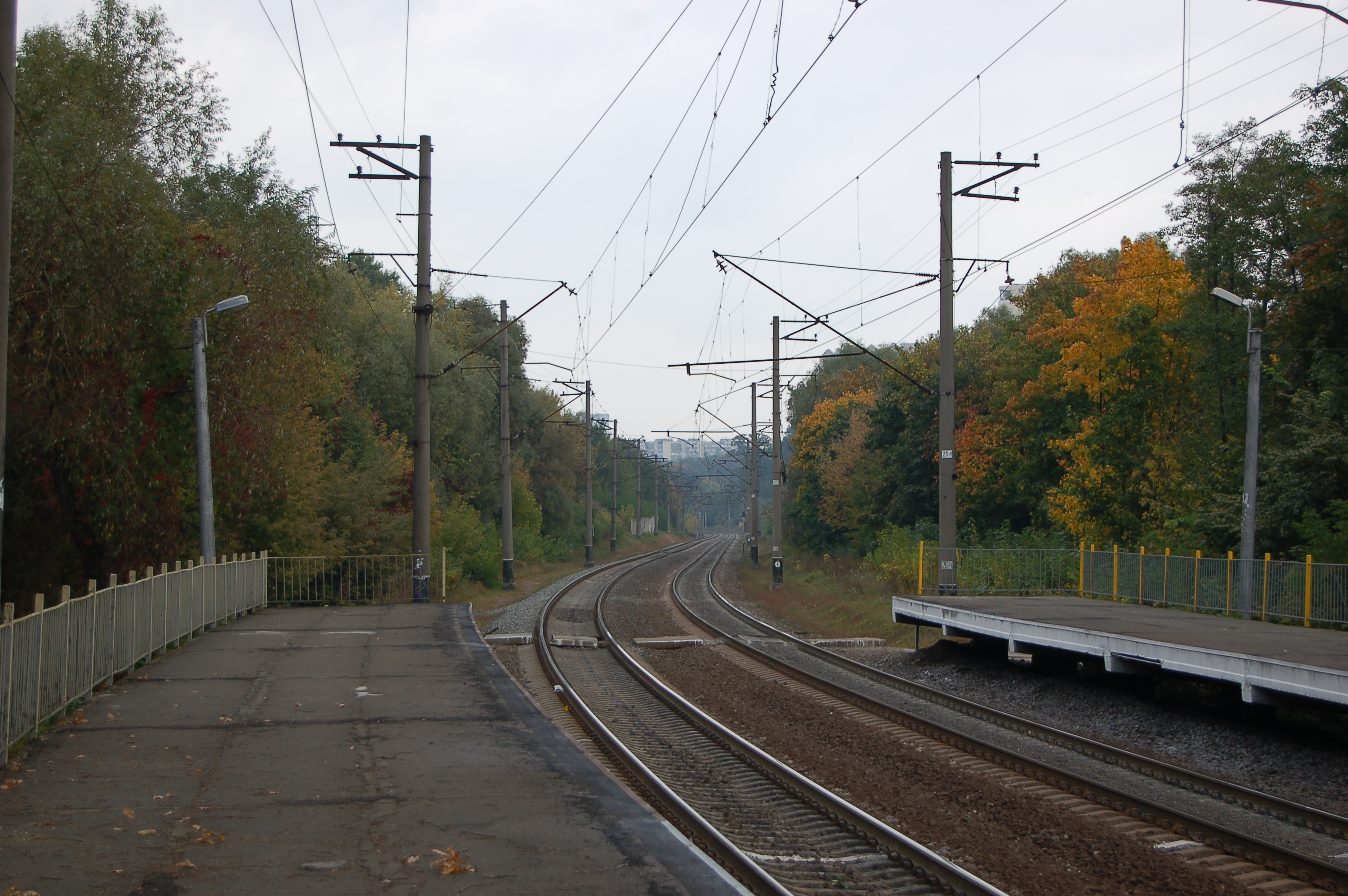
Вид в сторону Сырца
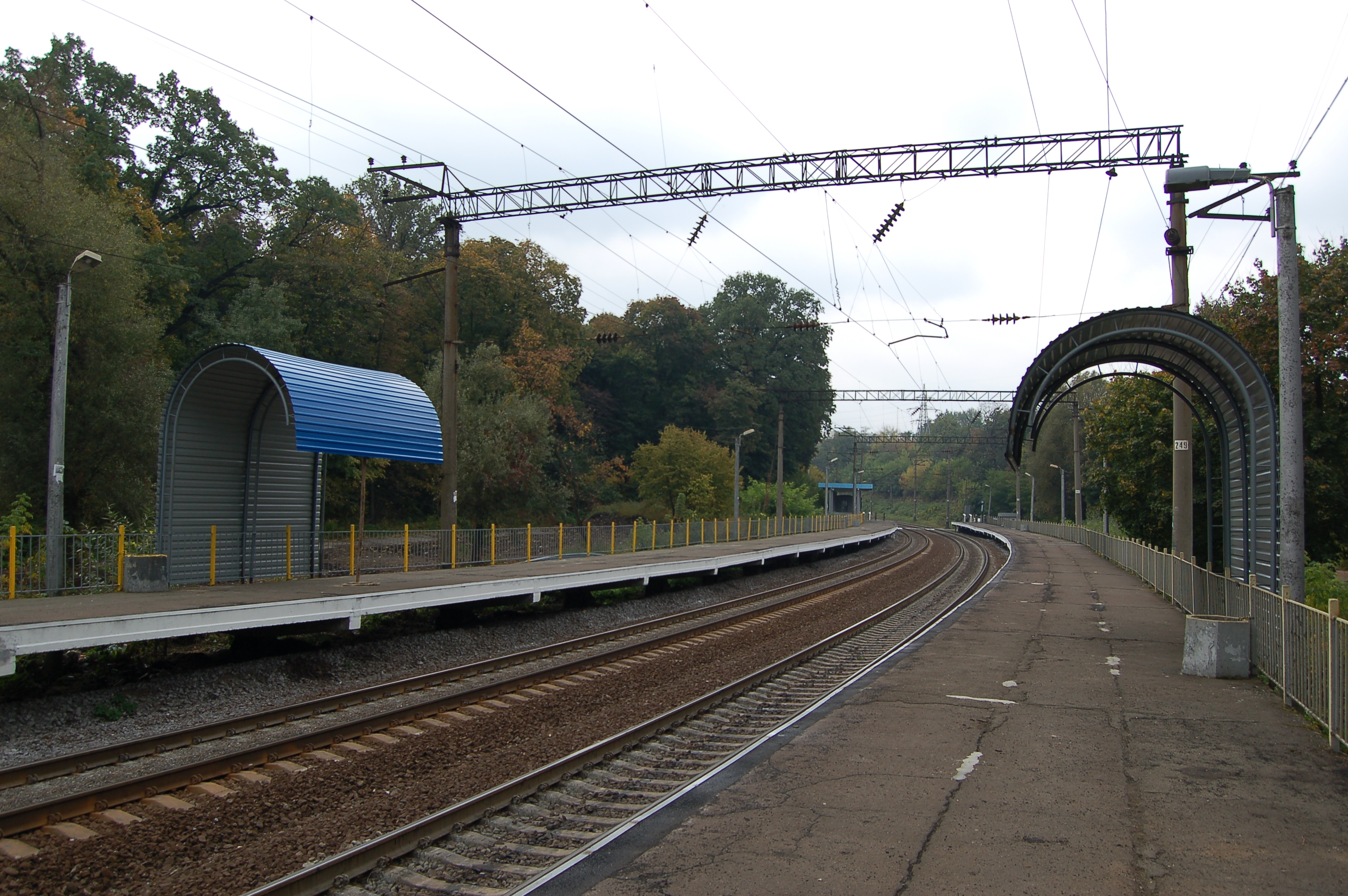
Пассажирские платформы
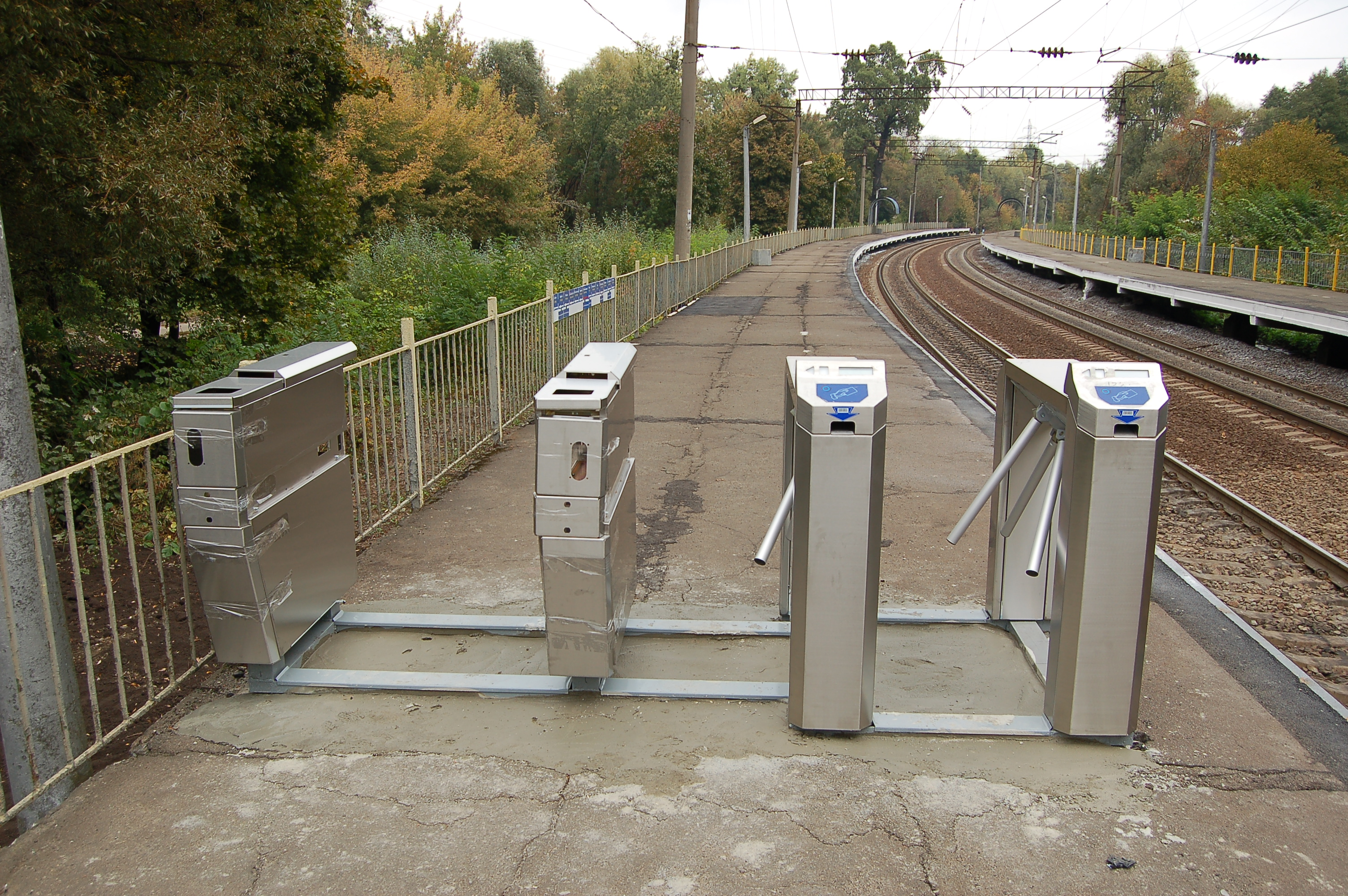
Платформа в сторону Борщаговки
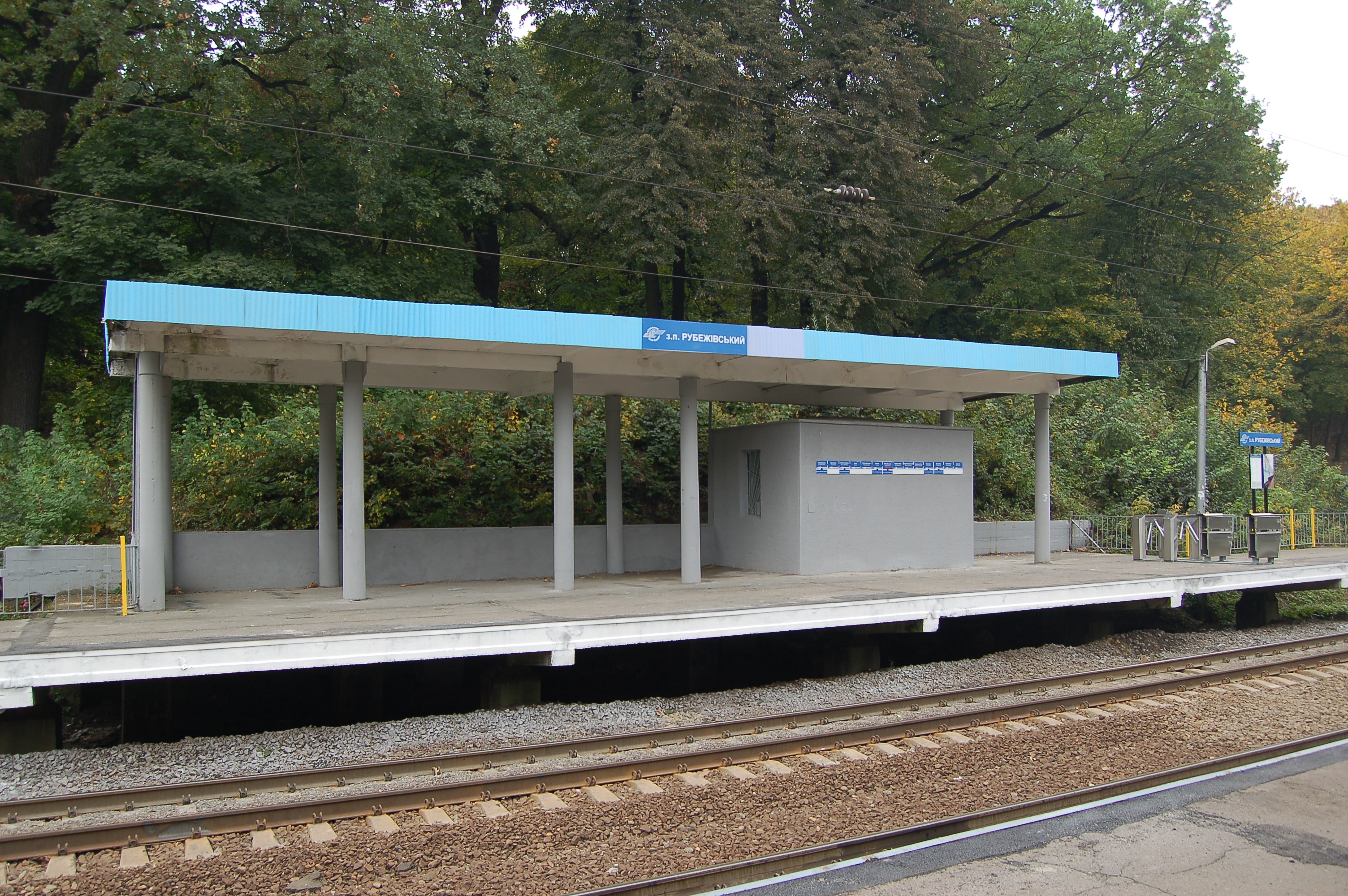
Бывший кассовый павильон
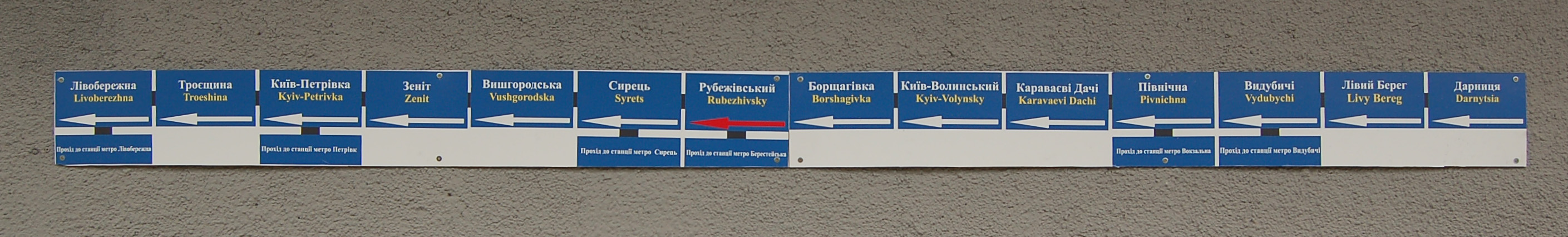
Указатель остановок городской электрички
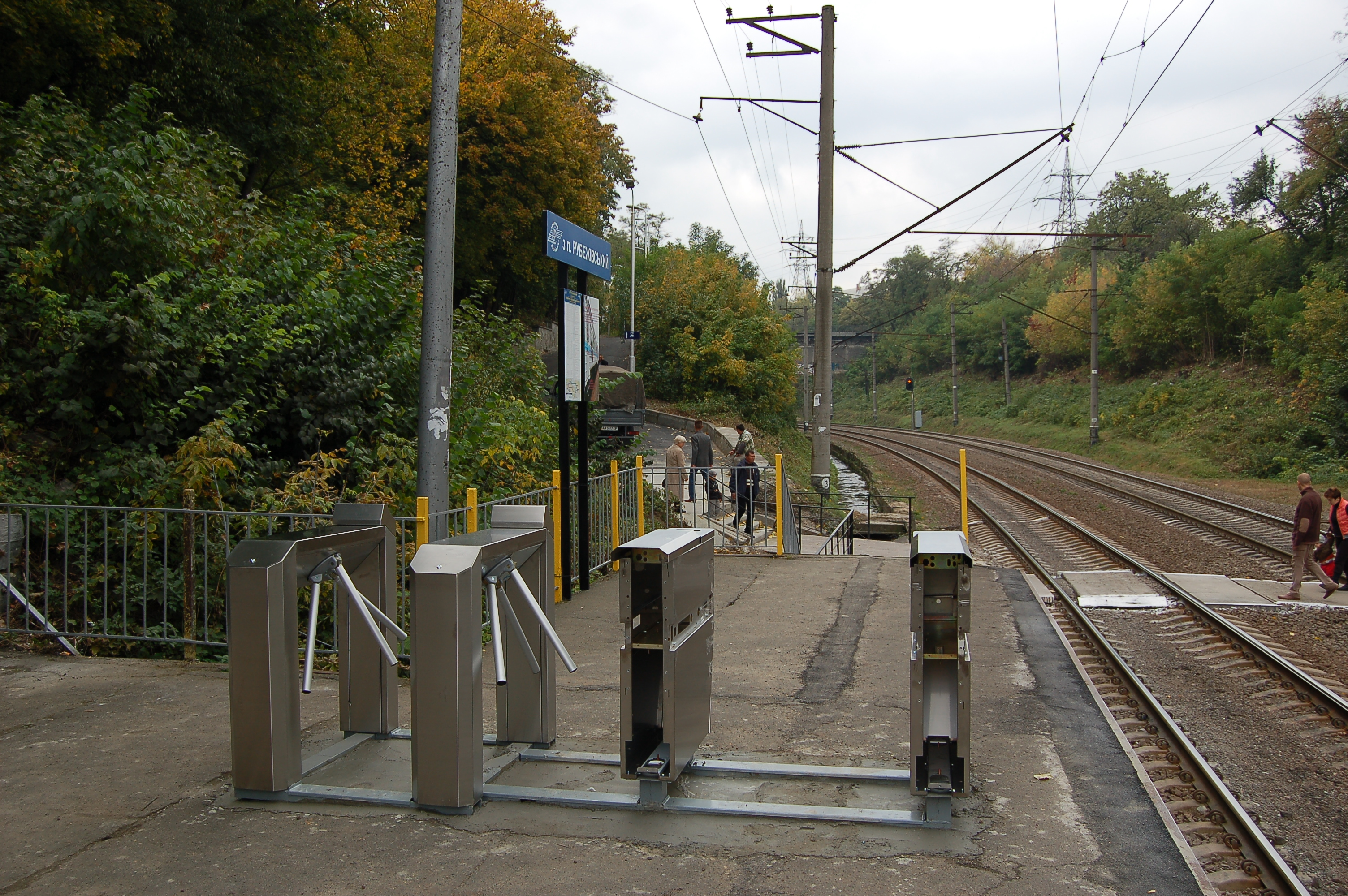
Пешеходная дорожка к проспекту Победы
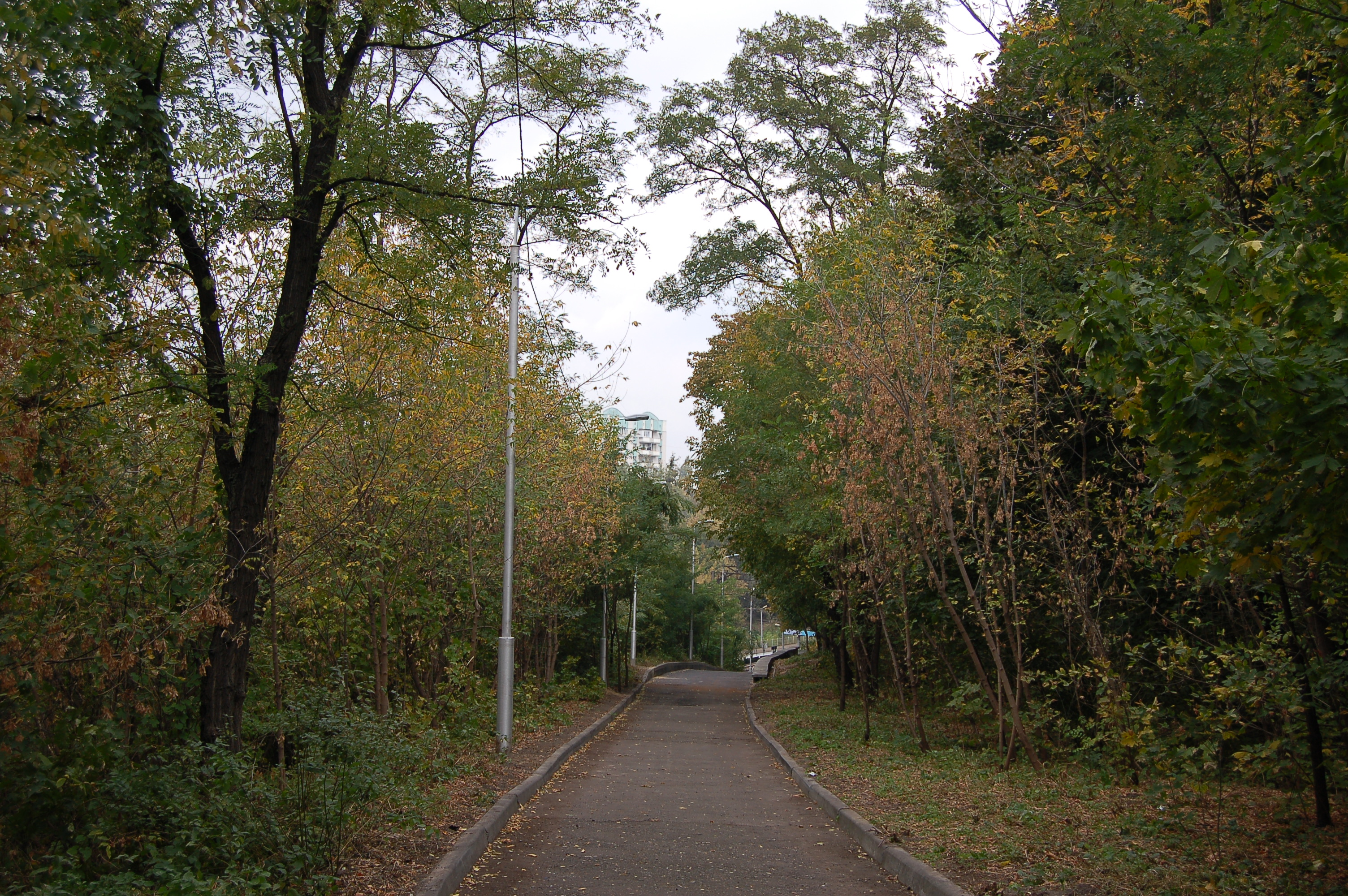
Пешеходная дорожка от проспекта Победы к платформе
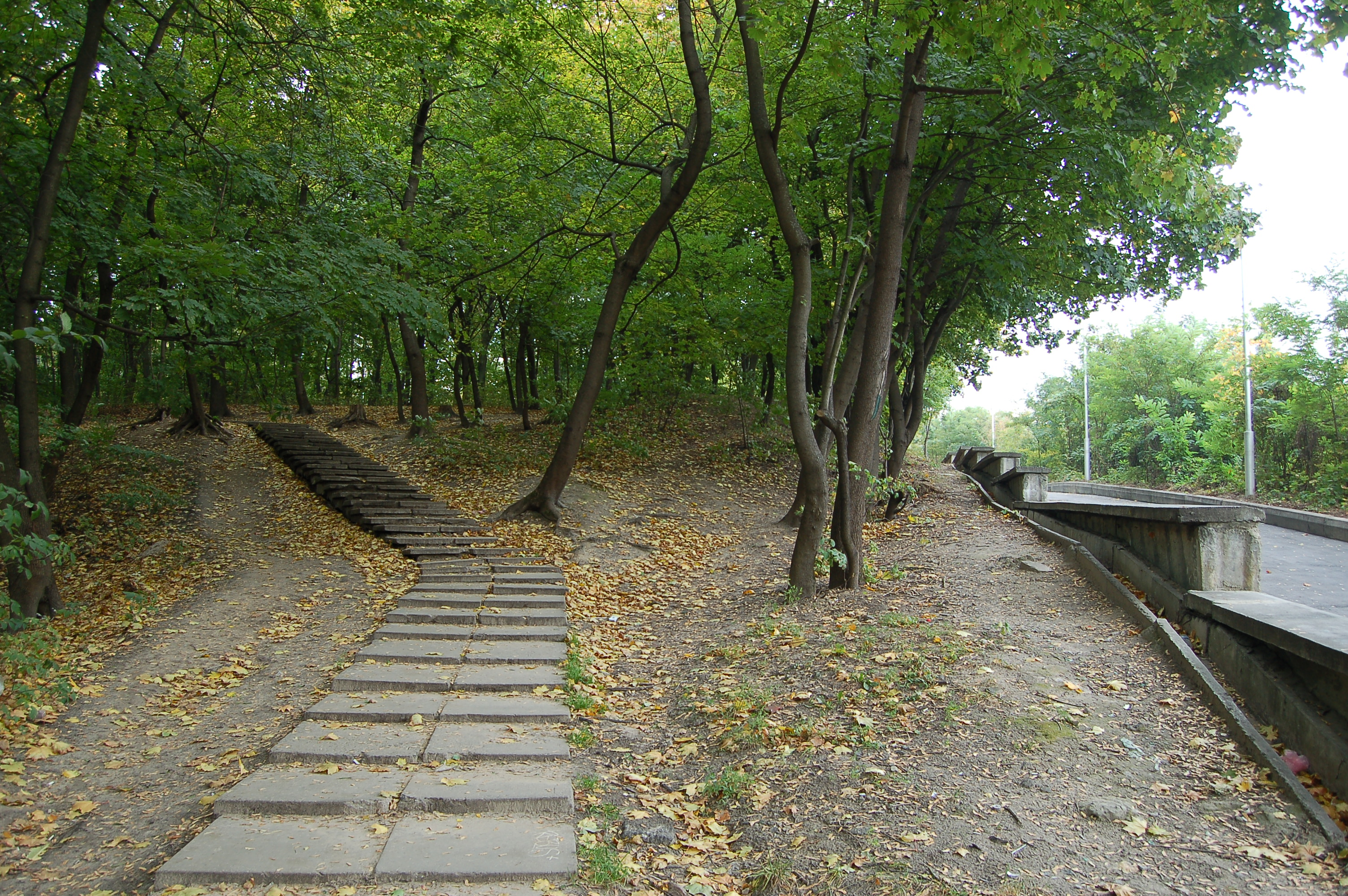
Пешеходная дорожка к метро через парк